# Mochakk
 (mai 2025).
La mise en forme du texte ne suit pas les recommandations de Wikipédia : il faut le « wikifier ».
Les points d'amélioration suivants sont les cas les plus fréquents :
- Les titres sont pré-formatés par le logiciel. Ils ne sont ni en capitales, ni en gras.
- Le texte ne doit pas être écrit en capitales (les noms de famille non plus), ni en gras, ni en italique, ni en « petit »…
- Le gras n'est utilisé que pour surligner le titre de l'article dans l'introduction, une seule fois.
- L'italique est rarement utilisé : mots en langue étrangère, titres d'œuvres, noms de bateaux, etc.
- Les citations ne sont pas en italique mais en corps de texte normal. Elles sont entourées par des guillemets français : « et ».
- Les listes à puces sont à éviter, des paragraphes rédigés étant largement préférés. Les tableaux sont à réserver à la présentation de données structurées (résultats, etc.).
- Les appels de note de bas de page (petits chiffres en exposant, introduits par l'outil «  Source ») sont à placer entre la fin de phrase et le point final[comme ça].
- Les liens internes (vers d'autres articles de Wikipédia) sont à choisir avec parcimonie. Créez des liens vers des articles approfondissant le sujet. Les termes génériques sans rapport avec le sujet sont à éviter, ainsi que les répétitions de liens vers un même terme.
- Les liens externes sont à placer uniquement dans une section « Liens externes », à la fin de l'article. Ces liens sont à choisir avec parcimonie suivant les règles définies. Si un lien sert de source à l'article, son insertion dans le texte est à faire par les notes de bas de page.
- La présentation des références doit suivre les conventions bibliographiques. Il est recommandé d'utiliser les modèles {{Ouvrage}}, {{Chapitre}}, {{Article}}, {{Lien web}} et/ou {{Bibliographie}}. Le mode d'édition visuel peut mettre en forme automatiquement les références.
- Insérer une infobox (cadre d'informations à droite) n'est pas obligatoire pour parachever la mise en page.

Pour une aide détaillée, merci de consulter Aide:Wikification.
Si vous pensez que ces points ont été résolus, vous pouvez retirer ce bandeau et améliorer la mise en forme d'un autre article.
Pedro Luis Nunes Maia (né le 21 septembre 1999 à Sorocaba, Brésil), plus connu sous son nom de scène Mochakk, est un DJ et producteur de musique électronique brésilien reconnu internationalement.

## Biographie
Pedro Maia grandit dans un environnement musical éclectique, influencé par les goûts musicaux de sa mère pour le funk et le disco, ainsi que par ceux de son père pour le rock et le blues. Il commence à mixer sur ordinateur à l'âge de 12 ans et produit ses premiers beats de hip hop à 13 ans. À 15 ans, il commence sa carrière de DJ à São Paulo, se faisant rapidement un nom sur la scène électronique brésilienne.
Il abandonne ses études de mode pour se consacrer à la production musicale et s'inscrit en université spécialisée. En 2022, un clip viral sur TikTok où il danse sur "Roll Play" de PAWSA cumule plus de 1,3 million de likes, propulsant sa carrière à l'international. Il se produit ensuite dans des clubs prestigieux comme le DC-10 à Ibiza avec Circoloco et crée son propre label, MOTRAXX.
En 2023, il participe régulièrement à Circoloco et organise sa série d'événements Mochakk Calling dans des villes telles que São Paulo, Miami, Lisbonne et New York. Il joue également dans des festivals internationaux tels que CRSSD Festival, Time Warp Festival, Primavera Sound, Kappa FuturFestival, Coachella, Sónar, et est invité par Peggy Gou à Londres où il fait un set back-to-back avec Disclosure.
En août 2023, il sort le single "Jealous", qui sample "Dreamin'" (1977) de Loleatta Holloway. Le titre est salué par Billboard pour sa "production house funky, fraîche et accessible", tandis qu'EDM.com le qualifie de "fusion de groove, dance, funk et house".
En 2024, il sort le premier EP Locomotiva Ibiza 2099 sur Circoloco Records, suivi de Locomotiva Ibiza 2099 II en septembre, comprenant notamment "No Boys Allowed (OG House Mix)" avec la rappeuse canadienne Tommy Genesis et "Estribeira" en collaboration avec l'artiste brésilien Artisian.
En septembre 2024, il inaugure le club OBLIQO à Sorocaba, avec une soirée dédiée au lancement de Locomotiva Ibiza 2099 - Partie II, ainsi qu'une galerie retraçant l'histoire de la musique électronique au Brésil et des ateliers animés par des professionnels du secteur.
Il est classé 61e au classement annuel des "Top 100 DJs" du DJ Mag en 2024.
Son style musical mêle house classique, tech house, techno, rap brésilien, hip hop américain et rythmes latins. Son esthétique visuelle est influencée par sa passion pour le skateboarding et la culture skater boy. Il a collaboré avec des figures majeures telles que Seth Troxler, Pete Tong, The Martinez Brothers et Chris Lake.

## Discographie

### Singles
- "Caribbean Queen" avec Haas (2020)[10]
- "Inflación" (2021)[11]
- "Da Fonk" avec Joni (2022) (Nervous Records)[12]
- "False Need" (2022) (Black Book Records)[13]
- "Jealous" (2023) (CircoLoco Records)[14]
- "Secret" avec Breaking Beattz (2023) (Musical Freedom Records)[15]
- "NO8DO" avec Fernando Ouro (2023) (Cercle Records)[16]

### EPs
- Locomotiva Ibiza 2099 I (2024) (Circoloco Records)[17]
- Locomotiva Ibiza 2099 II (2024)[18]

### Remixes
- Diplo feat. Nicky da B – "Express Yourself (Mochakk Remix)" (2022)[19]
- Little Louie Vega feat. Anane – "Cosmic Witch (Mochakk Remix)" (2023)[20]
- Groove Armada – "Superstylin' (Mochakk Remix)" (2023)[21]
- The Martinez Brothers & Gordo feat. Rema – "Rizzla (Mochakk Remix)" (2023)[22]
- Foster the People – "Lost In Space (Mochakk Remix)" (2024)[23]